# Puka Nacua
(en) Statistiques sur pro-football-reference
Makea « Puka » Nacua, né le 29 mai 2001 à Provo dans l'Utah, est un joueur américain de football américain, évoluant au poste de wide receiver pour les Rams de Los Angeles dans la National Football League (NFL).
Au niveau universitaire, il joue pour les Huskies de Washington et les Cougars de BYU, il est avant d'être sélectionné au 177e rang de la draft 2023 de la NFL par la franchise des Rams de Los Angeles.
Lors de sa saison rookie, en 2023, il crée la surprise et bat les records du plus grand nombre de réceptions et du plus grand nombre de yards gagnés en réception par un débutant.

## Biographie

### Jeunesse
Nacua est de descendance samoane, hawaïenne et portugaise. Il reçoit le surnom « Puka », signifiant gros et joufflu en samoan, en raison de sa grosseur lorsqu'il était un bébé. Il grandit à Provo et fréquente le lycée d'Orem (en) à Orem, dans l'Utah. Nacua termine sa carrière lycéenne avec 260 réceptions pour 5 226 yards et 58 touchdowns, qui sont tous des records dans l'État de l'Utah,. Il est classé 48e meilleur espoir au pays et 8e meilleur wide receiver par 247Sports.
Pour sa carrière universitaire, Nacua décide se lier avec les Huskies de Washington plutôt qu'avec Oregon, l'UCLA ou l'USC.

### Carrière universitaire

#### Washington
Lors de sa saison freshman, Puka prend part aux 8 premièrs matchs de la saison, effectuant 7 réceptions pour 161 yards et 2 touchdowns. Sa saison prend fin à la suite d'un pied cassé au cours d'un entraînement. Lors de la saison 2020, écourtée en raison de la pandémie de Covid-19, il réussit 9 réceptions pour 151 yards et 1 touchdown en 3 matchs.

#### BYU
En 2021, Nacua obtient son transfert à BYU. Au cours de sa première saison avec les Cougars, Nacua totalise 43 réceptions pour 805 yards et 6 touchdowns. En 2022, il effectue 48 réceptions pour 625 yards et 5 touchdowns.

### Carrière professionnelle
Nacua est sélectionné en 177e choix global lors du 5e tour de la draft 2023 de la NFL par la franchise des Rams de Los Angeles lors . Il participe à son premier match en NFL lors de la première semaine de la saison 2023 contre les Seahawks de Seattle (victoire 30 à 14), Nacua y effectuant 10 réceptions pour un total de 119 yards. Lors de sa deuxième rencontre, il bat le record du plus grand nombre de réceptions sur un match par un rookie, soit 15 réceptions pour 147 yards. Par la même occasion, il bat aussi le record détenu depuis 41 ans par Earl Cooper, du plus grand nombre de réceptions par une recrue lors de ses deux premiers matchs en carrière.
Au cours de la 4e semaine, contre les Colts d'Indianapolis, Nacua réalise 9 réceptions pour 163 yards et inscrit son premier touchdown en carrière en prolongation, pour donner la victoire aux siens sur le score de 29 à 23. Lors de la 7e semaine, il réceptionne 8 ballons pour un gain de 154 yards malgré la défaite 24 à 17 contre les Steelers de Pittsburgh. Lors de la victoire 36 à 19 en 13e semaine contre les Browns de Cleveland, Nacua dépasse les 1 000 yards en réceptions sur la saison à la suite d'un touchdown de 70 yards. En 18e semaine, Nacua réceptionne 4 ballons pour 41 yards et un touchdown,lors de la victoire 21 à 20 contre les 49ers de San Francisco.
Il termine sa saison rookie avec 105 réceptions pour un gain total de 1 486 yards. Il établit ainsi les records du plus grand nombre de réceptions effectuées par un rookie (battant les 104 réceptions de Jaylen Waddle en 2021) et du nombre de yards gagnés en réceptions sur une saison par un rookie (battant les 1 473 yards, de Bill Groman (en) en 1960).

### Vie privée
Son frère aîné, Samson, a, lui aussi, joué au poste de wide receiver.
Il avait été transféré de l'université de l'Utah à BYU en même temps que Puka effectuait le chemin inverse. Samson n'a pas été sélectionné lors de la draft, mais il a joué pendant une courte période avec les Colts d'Indianapolis en 2022.
Son autre frère cadet, Kai Nacua (en), a  joué au poste de safety pour BYU et dans la NFL. En 2023, il jouait avec les Panthers du Michigan dans la United States Football League.

## Statistiques

### Universitaires
| Année          | Équipe                | Statut         | MJ |     | Passes réceptionnées | Passes réceptionnées | Passes réceptionnées | Passes réceptionnées |       | Courses | Courses | Courses | Courses |
| Année          | Équipe                | Statut         | MJ | Nb. | Yards                | Moy.                 | TD                   | Nb.                  | Yards | Moy.    | TD      |         |         |
| 2019           | Huskies de Washington | Fr.            | 08 | 07  | 0 168                | 24,0                 | 02                   | -                    | -     | -       | -       |         |         |
| 2020           | Huskies de Washington | So.            | 03 | 09  | 0 151                | 16,8                 | 01                   | -                    | -     | -       | -       |         |         |
| 2021           | Cougars de BYU        | Jr.            | 12 | 043 | 0 805                | 18,7                 | 06                   | 14                   | 148   | 10,6    | 0       |         |         |
| 2022           | Cougars de BYU        | Sr.            | 09 | 048 | 0 625                | 13,0                 | 05                   | 25                   | 209   | 08,4    | 5       |         |         |
| Totaux Huskies | Totaux Huskies        | Totaux Huskies | 11 | 16  | 0 319                | 19,9                 | 03                   | -                    | -     | -       | -       |         |         |
| Totaux Cougars | Totaux Cougars        | Totaux Cougars | 21 | 91  | 1 430                | 15,7                 | 11                   | 39                   | 357   | 09,2    | 5       |         |         |
| Totaux NCAA    | Totaux NCAA           | Totaux NCAA    | 32 | 107 | 1 749                | 16,3                 | 14                   | 39                   | 357   | 9,2     | 5       |         |         |

### Professionnelles
| Année      | Équipe              | MJ |                | Passes réceptionnées | Passes réceptionnées | Passes réceptionnées | Passes réceptionnées |                | Courses        | Courses        | Courses | Courses |  | Fumbles | Fumbles |
| Année      | Équipe              | MJ | Nb.            | Yards                | Moy.                 | TD                   | Nb.                  | Yards          | Moy.           | TD             | Nb.     | Perdus  |  |         |         |
| 2023       | Rams de Los Angeles | 15 | 105            | 1 486                | 14,2                 | 6                    | 12                   | 89             | 7,4            | 0              | 1       | 1       |  |         |         |
| 2024       | Rams de Los Angeles | ?  | Saison à venir | Saison à venir       | Saison à venir       | Saison à venir       | Saison à venir       | Saison à venir | Saison à venir | Saison à venir | ?       | ?       |  |         |         |
| Totaux NFL | Totaux NFL          | 15 | 105            | 1 486                | 14,2                 | 6                    | 12                   | 89             | 7,4            | 0              | 1       | 1       |  |         |         |

| Année      | Équipe              | MJ |     | Passes réceptionnées | Passes réceptionnées | Passes réceptionnées | Passes réceptionnées |       | Courses | Courses | Courses | Courses |  | Fumbles | Fumbles |
| Année      | Équipe              | MJ | Nb. | Yards                | Moy.                 | TD                   | Nb.                  | Yards | Moy.    | TD      | Nb.     | Perdus  |  |         |         |
| 2023       | Rams de Los Angeles | 1  | 9   | 181                  | 20,1                 | 1                    | 1                    | -2    | -2,0    | 0       | 1       | 0       |  |         |         |
| Totaux NFL | Totaux NFL          | 1  | 9   | 181                  | 20,1                 | 1                    | 1                    | -2    | -2,0    | 0       | 1       | 0       |  |         |         |

## Récompenses

### 2023
- Meilleur rookie NFL de la semaine : 2e, 4e et 7e semaines[24] ;
- Sélectionné dans la deuxième équipe All-Pro ;
- Sélectionné au Pro Bowl ;
- Sélectionné dans l'équipe des rookies par PFWA.

## Records

### NFL
- Plus grand nombre de réceptions en un match par un rookie : 15 ;
- Plus grand nombre de réceptions en une saison par un rookie : 105 ;
- Plus grand nombre de yards réceptionnés en une saison par un rookie : 1 486 ;

### Franchise (Rams)
- Plus grand nombre de yards gagnés par un rookie : 1 029[25];